# Lacaune
 Lacaune  là một xã trong tỉnh Tarn thuộc vùng Occitanie ở miền nam nước Pháp. Xã này nằm ở khu vực có độ cao trung bình 800 mét trên mực nước biển.
Sông Gijou bắt nguồn ở xã này.